# Rodney Slater
Rodney Earl Slater (Marianna, 23 febbraio 1955) è un politico statunitense, Amministratore della FHWA dal 1993 al 1997 e Segretario dei Trasporti dal 1997 al 2001 nell’amministrazione Clinton.
Dopo l’incarico governativo, Slater ha lavorato in numerose attività private, infatti ha presieduto un comitato consultivo per la sicurezza per Toyota e, inoltre, è stato consulente indipendente per Fiat Chrysler Automobiles.

## Studi universitari
Rodney Slater si è laureato alla Eastern Michigan University nel 1977 e ha conseguito il dottorato in giurisprudenza presso il dipartimento di Diritto dell'Università dell'Arkansas nel 1980.

## Inizio carriera
Slater divenne Assistente Procuratore Generale dello Stato dell'Arkansas. Fu inoltre nominato per diversi ruoli nel Governo dell'Arkansas da Bill Clinton, come ad esempio la carica di Assistente del Governatore tra il 1983 e il 1987 e di membro della Arkansas State Highway Commission tra il 1987 e il 1993. Contestualmente alla suddetta carica, Slater era anche il direttore degli affari di governo per l'Università dell'Arkansas.
Slater fu nominato nel 1993 Amministratore della FHWA, diventando il primo afroamericano a ricoprire tale incarico.

## Segretario dei Trasporti (1997-2001)
Dopo aver vinto le Elezioni presidenziali del 1996, Bill Clinton nomina Slater nuovo Segretario dei Trasporti, carica che ricoprirà fino al gennaio 2001.

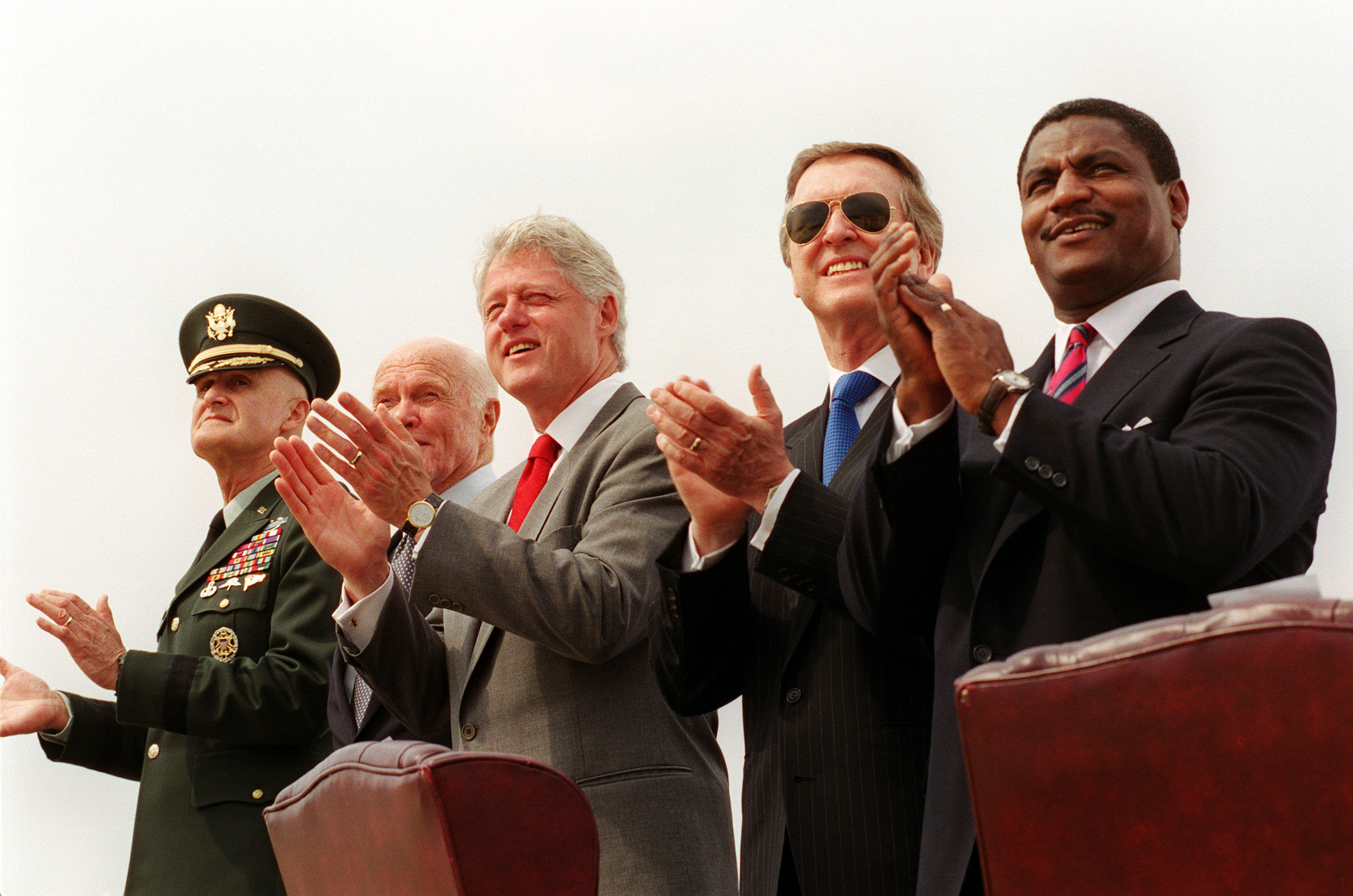
Rodney Slater (primo da destra) presenzia ad uno spettacolo aereo nel Maryland con il Presidente Bill Clinton e il Segretario della Difesa Cohen il 19 maggio 2000.